# O.R.k.
O.R.k. — міжнародний супергурт, який грає в стилях прогресивний, альтернативний та артрок. До складу гурту входять басист Колін Едвін з Австралії (раніше грав у Porcupine Tree), ударник Пет Мастелотто зі США (King Crimson), та двоє музикантів з Італії — вокаліст LEF (Obake) та гітарист Кармело Піпітоне (Marta sui Tubi).

## Історія
Гурт був створений у 2014 році, а свій перший сингл — «JellyFish» — випустив у січні 2015 року. 2 жовтня того ж року відбувся незалежний реліз дебютного студійного альбому Inflamed Rides. На підтримку альбому гурт відіграв близько 30 концертів у Європі та Південній Америці (в Аргентині, Чилі та Мексиці).
Другий альбом, Soul of an Octopus, вийшов 24 лютого 2017 року на лейблі RareNoiseRecords. На підтримку альбому відбулася низка концертів у Європі.
Третій альбом гурту — Ramagehead — вийшов 22 лютого 2019 року на лейблі Kscope. Вокальну партію пісні «Black Blooms» виконав фронтмен гурту System of a Down Серж Танкян. На початку 2020 року гурт розпочав європейське турне на підтримку альбому, за яким мав слідувати тур на підтримку System of a Down, який пізніше був скасований через пандемію Covid-19.
21 жовтня 2022 року гурт випустив свій четвертий альбом, Screamnasium, знову на лейблі Kscope. Вокал у пісні «Consequence» виконала італійська співачка Еліза. У квітні 2023 року гурт розпочав турне Європою на підтримку альбому.
Обкладинки для двох останніх альбомів створив гітарист гурту Tool Адам Джонс.

## Дискографія
- 2015: Inflamed Rides[13]
- 2017: Soul of an Octopus[14]
- 2019: Ramagehead[15]
- 2022: Screamnasium[16]

## Учасники гурту
- Колін Едвін[en] — бас-гітара
- Пет Мастелотто — ударні
- LEF[en] — вокал
- Кармело Піпітоне[en] — гітара